# Championnats d'Italie de triathlon
Les championnats d'Italie de triathlon ont lieu tous les ans.

## Palmarès du championnat d'Italie distance M catégorie élite
| Année | Hommes               | Hommes                | Hommes               | Femmes             | Femmes             | Femmes                |  |
| ----- | -------------------- | --------------------- | -------------------- | ------------------ | ------------------ | --------------------- |  |
| Année | 1989                 | Fabrizio Ferraresi    |                      |                    | Carla Garbarino    |                       |  |
| 1990  | Danilo Palmucci      |                       |                      | Mirella Gandellini |                    |                       |  |
| 1991  | Fabrizio Ferraresi   |                       |                      | Loredana Tirocchi  |                    |                       |  |
| 1992  | Fabrizio Ferraresi   |                       |                      | Edith Cigana       |                    |                       |  |
| 1993  | Gianpietro De Faveri |                       |                      | Edith Cigana       |                    |                       |  |
| 1994  | Gianpietro De Faveri | Fabrizio Ferraresi    | Giancarlo Bettin     | Fiddy Remondini    | Silvia Riccò       | Astrid Perathoner     |  |
| 1995  | Fabrizio Ferraresi   | Maurizio De Benedetti | Klaus Runer          | Silvia Riccò       | Mirella Gandellini | Alma Chierici         |  |
| 1996  | Fabrizio Ferraresi   | Matteo Mormorunni     | Gianfranco Mione     | Manuela Ianesi     | Elena Mauri        | Mirella Gandellini    |  |
| 1997  | Fabrizio Ferraresi   | Danilo Palmucci       | Stefano Belandi      | Manuela Ianesi     | Martina Dogana     | Elena Mauri           |  |
| 1998  | Gianpietro De Faveri | Fabrizio Ferraresi    | Vincenzo Lardinelli  | Edith Cigana       | Manuela Ianesi     | Astrid Perathoner     |  |
| 1999  | Fabrizio Ferraresi   | Stefano Belandi       | Danilo Palmucci      | Silvia Gemignani   | Manuela Ianesi     | Edith Niederfriniger  |  |
| 2000  | Alessandro Ridolfi   | Fabrizio Ferraresi    | Davide Maraja        | Beatrice Lanza     | Silvia Geminiani   | Nadia Cortassa        |  |
| 2001  | Gianfranco Mione     | Gabriele Pertusati    | Daniele Fiorentini   | Nadia Cortassa     | Daniela Locarno    | Nadia Da Ros          |  |
| 2002  | Giuseppe Ferraro     | Gabriele Pertusati    | Gianfranco Mione     | Nadia Cortassa     | Beatrice Lanza     | Elena Spaggiari       |  |
| 2003  | Emilio D'Aquino      | Marco Salomon         | Gianfranco Mione     | Nadia Cortassa     | Beatrice Lanza     | Silvia Gemignani      |  |
| 2004  | Daniel Fontana       | Leonardo Fiorella     | Andrea D'Aquino      | Nadia Cortassa     | Beatrice Lanza     | Silvia Gemignani      |  |
| 2005  | Emilio D'Aquino      | Alessandro Degasperi  | Danilo Brustolon     | Nadia Cortassa     | Manuela Ianesi     | Daniela Locarno       |  |
| 2006  | Emilio D'Aquino      | Stefano Belandi       | Alberto Casadei      | Nadia Cortassa     | Beatrice Lanza     | Daniela Chmet         |  |
| 2007  | Daniel Fontana       | Alessandro Degasperi  | Emilio D'Aquino      | Nadia Cortassa     | Charlotte Bonin    | Elisa Battistoni      |  |
| 2008  | Alberto Casadei      | Alessandro Degasperi  | Massimo De Ponti     | Charlotte Bonin    | Laura Giordano     | Daniela Chmet         |  |
| 2009  | Alessandro Fabian    | Andrea D’Aquino       | Alberto Casadei      | Annamaria Mazzetti | Daniela Chmet      | Alice Betto           |  |
| 2010  | Alessandro Fabian    | Andrea D’Aquino       | Giulio Molinari      | Alice Betto        | Charlotte Bonin    | Daniela Chmet         |  |
| 2011  | Alessandro Fabian    | Luca Facchinetti      | Alberto Casadei      | Annamaria Mazzetti | Daniela Chmet      | Veronica Signorini    |  |
| 2012  | Alessandro Fabian    | Andrea De Ponti       | Andrea Secchiero     | Alice Betto        | Gaïa Peron         | Daniela Chmet         |  |
| 2013  | Alessandro Fabian    | Davide Uccellari      | Daniel Hofer         | Charlotte Bonin    | Daniela Chmet      | Gaïa Peron            |  |
| 2014  | Alessandro Fabian    | Davide Uccellari      | Luca Facchinetti     | Annamaria Mazzetti | Angelica Olmo      | Gaïa Peron            |  |
| 2015  | Davide Uccellari     | Massimo De Ponti      | Luca Facchinetti     | Annamaria Mazzetti | Sara Dossena       | Angelica Olmo         |  |
| 2016  | Luca Facchinetti     | Delian Dimko Stateff  | Massimo De Ponti     | Verena Steinhauser | Sara Papais        | Giorgia Priarone      |  |
| 2017  | Alessandro Fabian    | Davide Uccellari      | Gianluca Pozzatti    | Alice Betto        | Ilaria Zane        | Verena Steinhauser    |  |
| 2018  | Marcello Ugazio      | Matthias Steinwandter | Luca Facchinetti     | Charlotte Bonin    | Luisa Iogna-Prat   | Federica Parodi       |  |
| 2019  | Michele Sarzilla     | Luca Facchinetti      | Mathias Steinwandter | Ilaria Zane        | Alessia Orla       | Luisa Iogna-Prat      |  |
| 2020  | Delian Stateff       | Giulio Molinari       | Nicolò Strada        | Luisa Iogna-Prat   | Ilaria Zane        | Sharon Spimi          |  |
| 2021  | Gianluca Pozzatti    | Michele Sarzilla      | Nicolò Ragazzo       | Alice Betto        | Verena Steinhauser | Alessandra Tamburri   |  |
| 2022  | Michele Sarzilla     | Sergiy Polikarpenko   | Samuele Angelini     | Asia Mercatelli    | Chiara Lobba       | Nicoletta Santonocito |  |
| 2023  | Samuele Angelini     | Michele Bortolamedi   | Davide Ingrilli      | Luisa Iogna-Prat   | Chiara Lobba       | Alessia Orla          |  |
| 2024  | Sergiy Polikarpenko  | Pietro Giovannini     | Michele Bortolamedi  | Costanza Arpinelli | Luisa Iogna-Prat   | Angelica Prestia      |  |